# Geometrisiertes Einheitensystem
Das Geometrisierte Einheitensystem (auch der Begriff geometrische Einheiten ist gebräuchlich) (englisch: Geometrized unit system) wird in der relativistischen Physik verwendet, weil sich damit viele Berechnungen einfacher darstellen lassen. Es beruht darauf, dass sowohl die Lichtgeschwindigkeit als auch die Gravitationskonstante als dimensionslos angenommen werden und gleich eins gesetzt werden. Als Folge davon lassen sich die physikalischen Größen Masse, Zeit, Energie, Temperatur und Ladung allesamt mit der Einheit einer Länge darstellen. Daher wird dieses Einheitensystem als geometrisiert bezeichnet.
Geometrisierte Einheiten wurden von Misner, Thorne und Wheeler erstmals 1973 in ihrem Buch Gravitation verwendet.

## Umrechnungstabelle zwischen internationalem und geometrisiertem Einheitensystem
| Physikalische Größe          | SI Dimension                                                            | Geometrisierte Dimension | Multiplikativer Faktor                                                                                     |
| ---------------------------- | ----------------------------------------------------------------------- | ------------------------ | --- |
| Länge                        | [L]                                                                     | [L]                      | 1 |
| Zeit                         | [T]                                                                     | [L]                      | c |
| Masse                        | [M]                                                                     | [L]                      | G c{\displaystyle ^{-2}}                                                                                   |
| Geschwindigkeit              | [L T{\displaystyle ^{-1}}]                                              | 1                        | c{\displaystyle ^{-1}}                                                                                     |
| Winkelgeschwindigkeit        | [T{\displaystyle ^{-1}}]                                                | [L{\displaystyle ^{-1}}] | c{\displaystyle ^{-1}}                                                                                     |
| Beschleunigung               | [L T{\displaystyle ^{-2}}]                                              | [L{\displaystyle ^{-1}}] | c{\displaystyle ^{-2}}                                                                                     |
| Energie                      | [M L{\displaystyle ^{2}} T{\displaystyle ^{-2}}]                        | [L]                      | G c{\displaystyle ^{-4}}                                                                                   |
| Energiedichte                | [M L{\displaystyle ^{-1}} T{\displaystyle ^{-2}}]                       | [L{\displaystyle ^{-2}}] | G c{\displaystyle ^{-4}}                                                                                   |
| Drehimpuls                   | [M L{\displaystyle ^{2}} T{\displaystyle ^{-1}}]                        | [L{\displaystyle ^{2}}]  | G c{\displaystyle ^{-3}}                                                                                   |
| Kraft                        | [M L T{\displaystyle ^{-2}}]                                            | 1                        | G c{\displaystyle ^{-4}}                                                                                   |
| Leistung                     | [M L{\displaystyle ^{2}} T{\displaystyle ^{-3}}]                        | 1                        | G c{\displaystyle ^{-5}}                                                                                   |
| Druck                        | [M L{\displaystyle ^{-1}} T{\displaystyle ^{-2}}]                       | [L{\displaystyle ^{-2}}] | G c{\displaystyle ^{-4}}                                                                                   |
| Dichte                       | [M L{\displaystyle ^{-3}}]                                              | [L{\displaystyle ^{-2}}] | G c{\displaystyle ^{-2}}                                                                                   |
| Elektrischer Strom           | [I]                                                                     | 1                        | G{\displaystyle ^{1/2}} c{\displaystyle ^{-3}} (4π{\displaystyle \varepsilon _{0}}){\displaystyle ^{-1/2}} |
| Elektrische Ladung           | [I T]                                                                   | [L]                      | G{\displaystyle ^{1/2}} c{\displaystyle ^{-2}} (4π{\displaystyle \varepsilon _{0}}){\displaystyle ^{-1/2}} |
| Elektrische Spannung         | [M L{\displaystyle ^{2}} T{\displaystyle ^{-3}} I{\displaystyle ^{-1}}] | 1                        | G{\displaystyle ^{1/2}} c{\displaystyle ^{-2}} (4π{\displaystyle \varepsilon _{0}}){\displaystyle ^{1/2}}  |
| Elektrische Feldstärke       | [M L T{\displaystyle ^{-3}} I{\displaystyle ^{-1}}]                     | [L{\displaystyle ^{-1}}] | G{\displaystyle ^{1/2}} c{\displaystyle ^{-2}} (4π{\displaystyle \varepsilon _{0}}){\displaystyle ^{1/2}}  |
| Magnetische Flussdichte      | [M T{\displaystyle ^{-2}} I{\displaystyle ^{-1}}]                       | [L{\displaystyle ^{-1}}] | G{\displaystyle ^{1/2}} c{\displaystyle ^{-1}} (4π{\displaystyle \varepsilon _{0}}){\displaystyle ^{1/2}}  |
| Magnetisches Vektorpotential | [M L T{\displaystyle ^{-2}} I{\displaystyle ^{-1}}]                     | 1                        | G{\displaystyle ^{1/2}} c{\displaystyle ^{-1}} (4π{\displaystyle \varepsilon _{0}}){\displaystyle ^{1/2}}  |
| Thermodynamische Temperatur  | [{\displaystyle {\mathsf {\Theta }}}]                                   | [L]                      | G {\displaystyle k_{\mathrm {B} }} c{\displaystyle ^{-4}}                                                  |

In der Tabelle entsprechen die Symbole L, T, M, I und {\displaystyle {\mathsf {\Theta }}} der Länge, Zeit, Masse, elektrischem Strom und der Temperatur. Beim multiplikativen Faktor ist c die Lichtgeschwindigkeit, G die Gravitationskonstante, {\displaystyle \varepsilon _{0}} die elektrische Feldkonstante und {\displaystyle k_{\mathrm {B} }} die Boltzmann-Konstante.